# Fossil Fuel: The XTC Singles 1977-1992
 Fossil Fuel: The XTC Singles 1977-1992 (1994) è una compilation degli XTC.

## Il disco
Terzo greatest hits della band di Swindon, pubblicato il 16 settembre 1996, raggiunge il 33º posto nelle classifiche inglesi. A dispetto del titolo alcuni brani non sono nella versione del singolo ma in quella dell'album (Statue of Liberty, No Thugs in Our House, and The Ballad of Peter Pumpkinhead); Ten Feet Tall è lato A del singolo Americano mentre in Inghilterra è lato B del singolo Wait Till Your Boat Goes Down; Wait Till Your Boat Goes Down è finalmente nella sua versione definitiva su CD dopo quelle di Waxworks e The Compact XTC; Love at First Sight è stato singolo solo in Canada e qui è alla giusta velocità; infine Wrapped in Grey è il singolo pubblicato e subito ritirato dal mercato, goccia che ha fatto traboccare il vaso della disputa tra XTC e Virgin Records.
L'edizione limitata inglese, stampata in circa 20 000 copie, vede la plastica della custodia del CD lavorata a ricordare un fossile in rilievo.

## Tracce

### CD 1
1. Science Friction (Andy Partridge) - 3:12
2. Statue of Liberty (Partridge) - 2:54
3. This Is Pop? (Partridge) - 2:39
4. Are You Receiving Me? (Partridge) - 3:03
5. Life Begins at the Hop (Colin Moulding) - 3:47
6. Ten Feet Tall (Moulding) - 3:12
7. Wait Till Your Boat Goes Down (Partridge) - 4:21
8. Generals and Majors (Moulding) - 3:42
9. Towers of London (Partridge) - 4:38
10. Sgt. Rock (Is Going to Help Me) (Partridge) - 3:36
11. Love at First Sight (Moulding) - 3:07
12. Respectable Street (Partridge) - 3:05
13. Senses Working Overtime (Partridge) - 4:34
14. Ball and Chain (Moulding) - 4:30
15. No Thugs in Our House (Partridge) - 5:16

### CD 2
1. Great Fire (Partridge) - 3:48
2. Wonderland (Moulding) - 4:03
3. Love on a Farmboy's Wages (Partridge) - 3:58
4. All You Pretty Girls (Partridge) - 3:40
5. This World Over (Partridge) - 4:46
6. Wake Up (Moulding) – 3:41
7. Grass (Moulding) - 2:41
8. The Meeting Place (Moulding) - 3:14
9. Dear God (Partridge) - 3:37
10. Mayor of Simpleton (Partridge) - 3:58
11. King for a Day (Moulding) - 3:37
12. The Loving (Partridge) - 4:12
13. The Disappointed (Partridge) - 3:28
14. The Ballad of Peter Pumpkinhead (Partridge) - 5:00
15. Wrapped in Grey (Partridge) - 3:46